# Licurgo Spinola
Licurgo Spinola Araújo (Palmas, 9 de setembro de 1966) é um ator brasileiro.

## Biografia
Filho de militar, quase seguiu a mesma carreira do pai. Licurgo cresceu em Curitiba, estudou em colégios militares e aos 18 anos entrou para a EsPCEx na cidade paulista de Campinas. Não tendo se adaptado à vida militar, optou por odontologia.
Foi no curso de odontologia da PUC que descobriu a arte cênica, entrando para o grupo de teatro Tanahora da faculdade. Formou-se em odontologia em 1992, mas exerceu a profissão por pouco tempo. Ganhou o prêmio de melhor ator de 1993 com a peça Bella Cião, de Luiz Alberto de Abreu, nos Festivais de Teatro de Blumenau, Ponta Grossa, São José dos Campos e Cascavel.
Mudou-se para o Rio de Janeiro em 1994, para cursar a oficina de atores da Globo. Fez em 1995 uma ponta no remake de Irmãos Coragem. Protagonizou a novela O Campeão de 1996, pela Bandeirantes. Em 1997, voltou para a Globo para interpretar Egidio na novela A Indomada de Aguinaldo Silva, na qual fez muito sucesso e ganhou o Prêmio Contigo de 1998 de melhor ator revelação.
De 1999 a 2000, foi o professor de matemática Vitor Maia de Malhação, fazia par romântico com professora Isa (Giovanna Antonelli). Em 2006, depois de alguns trabalhos na TV, ele foi o Drº Michel em O Profeta. Voltou para Malhação em 2007, dessa vez como o vilão Félix Rios.
Criou a Oficina Teatro Identidade, um projeto independente, que é desenvolvido e criado pelos próprios alunos. Em dezembro de 2010, assinou o contrato com o SBT para integrar o elenco de Amor e Revolução, novela de Tiago Santiago. Fazendo par romântico com Lúcia Verissimo.
Em 2013, voltou para Globo, interpretando o Comandante da FAB, Franco Mantovani, na novela Flor do Caribe de Walther Negrão. 
Em 2014, contratado pela Rede Record, foi escalado para a minissérie bíblica Milagres de Jesus,  no 17º episódio do folhetim, intitulado "Os Dez Leprosos".
Seus últimos trabalhos na televisão foram em, Os Dez Mandamentos (telenovela), como escravo hebreu, Num, marido de Amália (Lisandra Souto) e pai de Josué (Sidney Sampaio)e O Rico e Lázaro, na Record, como o profeta Ezequiel.
Em 2018 participou da 3ª e última temporada de Magnífica 70, série da HBO Brasil.
É filiado ao Partido dos Trabalhadores (PT).

## Carreira

### Televisão
| Ano       | Telenovelas           | Papel                                                    | Nota                                   |
| --------- | --------------------- | -------------------------------------------------------- | -------------------------------------- |
| 1994      | Você Decide           | —                                                        | Episódio: Sombras do passado           |
| 1995      | Irmãos Coragem        | Clemente                                                 |                                        |
| 1995      | História de Amor      | Dr. Rubens                                               |                                        |
| 1996      | O Campeão             | Renato Alcântara                                         |                                        |
| 1997      | A Indomada            | Egídio Ferreira                                          |                                        |
| 1997      | Sai de Baixo          | Dr. Silverinha Jacó                                      | Episódio: Nicotina Mon Amour           |
| 1998      | Anjo Mau              | Delegado Celso                                           |                                        |
| 1998      | Você Decide           |                                                          | Episódio: Guerra Suja                  |
| 1998      | Você Decide           | Episódio: Amor Eterno                                    |                                        |
| 1999      | Você Decide           |                                                          | Episódio: Numa Sexta-Feira 13: Parte 2 |
| 1999      | Suave Veneno          | Vanderlei                                                |                                        |
| 1999      | Mulher                | Mário                                                    | Episódio: A coisa certa                |
| 1999-00   | Malhação              | Vítor Maia                                               |                                        |
| 2001      | Brava Gente           | Padre Maximiliano                                        | Episódio: Olavo vê estrelas            |
| 2002      | O Quinto dos Infernos | Fernão Almeida                                           |                                        |
| 2003      | Carga Pesada          | Deodato                                                  | Episódio: Terra Mãe                    |
| 2005      | Bang Bang             | Xerife Jordan                                            |                                        |
| 2006      | Malhação              | Deodato (gerente e substituto de Dona Vilma no Gigabyte) |                                        |
| 2006-2007 | O Profeta             | Dr. Michel Garambone                                     |                                        |
| 2007-2008 | Malhação              | Félix Rios/Ernesto Ribeiro                               |                                        |
| 2010      | Tempos Modernos       | Avidal Lossaco                                           |                                        |
| 2010      | Força-Tarefa          | Paulo                                                    | Episódio: O Buraco                     |
| 2011      | Amor e Revolução      | Rubens Batistelli                                        |                                        |
| 2013      | Flor do Caribe        | Comandante Franco Mantovani                              |                                        |
| 2014      | Milagres de Jesus     | Kedar                                                    |                                        |
| 2015      | Os Dez Mandamentos    | Num                                                      |                                        |
| 2017      | O Rico e Lázaro       | Ezequiel                                                 |                                        |
| 2018      | Magnífica 70          | Comandante Zero                                          |                                        |

### Teatro
| Ano       | Peças                                    | Papel                              |
| --------- | ---------------------------------------- | ---------------------------------- |
| 1989      | Alice do Outro Lado do Espelho           | -                                  |
| 1990      | Escola de Mulheres                       | -                                  |
| 1990      | Gota D`Água                              | Jasão (protagonista)               |
| 1993      | Bella Cião                               | Giovanni Barachetta (protagonista) |
| 2000      | Comunhão de Bens                         | -                                  |
| 2009      | O Jardim do Rei – D. João e o Horto Real | Dom João VI                        |
| 2009      | Adoro Mozart                             | Leopoldo                           |
| 2009      | Geração Trianon                          | Senhor Doutor, o primeiro ator     |
| 2015      | O Diletante                              |                                    |
| 2015      | O Jogo de Prendas                        |                                    |
| 2016      | O Que Terá Acontecido a Baby Jane?       | Mr. Hudson / Martin / Edwi         |
| 2018-2019 | Irmãozinho Querido                       |                                    |
| 2019-2020 | O Camareiro                              |                                    |

### Cinema
| Ano  | Filmes                                 | Papel    |
| ---- | -------------------------------------- | -------- |
| 1999 | Retrato de Um Artista com um 38 na Mão | —        |
| 2009 | No Meu Lugar                           | Fernando |
| 2016 | Os Dez Mandamentos: O Filme            | Num      |
| 2019 | Kardec                                 | Babinet  |

## Prêmios
| Ano  | Títulos        | Prêmios                                                                       | Resultado |
| ---- | -------------- | ----------------------------------------------------------------------------- | --------- |
| 1993 | Melhor Ator    | Festivais de Teatro de Blumenau, Ponta Grossa, São José dos Campos e Cascavel | Venceu    |
| 1998 | Ator Revelação | Prêmio Contigo - Pelo personagem Egídio em A Indomada                         | Venceu    |